# RTM华语新闻
RTM华语新闻是马来西亚广播电视为TV2和RTM新闻频道（简称BES）制作的新闻节目。新闻节目使用华语制作，播映时段被固定为两段，分别为每天中午12点和晚上7点。
2008年，《华语新闻》曾用「保存判斷熱能，增添資訊燃料，提供生活氧氣，啟動思想引擎」作為口號。2012年1月15日至2019年12月31日，《华语新闻》的口号为“贴近时事，聚焦国际”。2020年1月1日改版至今，《华语新闻》的口号为“关注大马，掌握国际”。

## 新闻时段
| 新闻节目             | 播出时间                                    |
| -------------------- | ------------------------------------------- |
| 华语新闻（午间时段） | 直播：BES & TV2 每天 中午12点至中午12点30分 |
| 华语新闻（晚间时段） | 直播：BES & TV2 每天 晚上7点至晚上7点30分   |

## 时事节目时段
| 时事节目 | 播出时间                           | 备注 |
| -------- | ---------------------------------- | --- |
| 前线视窗 | 无播出                             | 2024年9月17日起停播 |
| 你怎么说 | 直播：BES & TV2 星期日 下午3点05分 | 2021年4月4日至25日，于BES和TV1联播； 2021年5月2日至16日，于BES和TV Okey联播； 截至2021年5月16日，该节目的播出时段为下午4点05分 2024年下半年起，不定期播出 |

## 主播
《华语新闻》两个时段都使用单主播制，但特别情况下会使用双主播制。

### 现任
- 戴靖航
- 朱敏瑜
- 拉丝达
- 杨依婷
- 陈恢槿
- 黄康馨

### 前任
以下仅列出已知前主播：
- 蒙润荣（1978年旧主播）
- 宋美兰（1978年旧主播）
- 江宇凡（2012年中午时段离职）
- 陈锦花（2012年中午时段离职）
- 萧慧芳（2012年中午时段离职）
- 张慧灵（2012年中午时段离职）
- 尤进来（2012年中午时段离职）
- 陈丽亭（2008年晚上时段离职）（现为八度空间华语新闻主播）
- 王菁忆（2008年晚上时段离职）（现为八度空间华语新闻主播）
- 李晓蕙（2008年晚上时段离职）
- 胡慧君（2010年晚上时段离职）
- 戴欣怡（2012年晚上时段离职）
- 鲁素艳（2012年晚上时段离职）
- 朱庆薇（2012年晚上时段离职）
- 黄照峰（因2015年离职）
- 杜文杰（因2015年离职）（现为八度空间华语新闻主播）
- 卢淑芳（因2017年离职) （现为马新社华语新闻主播）
- 卢怡郿（因2019年离职）
- 张钟霖（因2021年离职）
- 刘振业（因2021年离职）
- 张泽 （因2023年离职）
- 林芷莹（因2024年离职）（现为988电台新闻主播）
- 黄文柔（因2024年离职）

## 沿革
《华语新闻》午间时段和晚间时段曾在2008至2010年分别命名为《午间快报》和《八点前线》。《午间快报》和《八点前线》曾于2009年1月1日至4月19日改在TV1播出，结果流失一半观众群；《午间快报》和《八点前线》于4月20日改回在TV2播出，但是《八点前线》的播出时段改为2003年之前的傍晚6点30分至晚上7点，并改名为《华语新闻》；11天后，即5月1日，《华语新闻》晚间时段恢复在晚上8点至晚上8点30分播出，并改回原名《八点前线》。
从2019年1月开始，《华语新闻》午间时段和时事节目《前线视窗》已在RTM News（后来更名为BES，如今名为RTM新闻频道）同步播出。
从2019年3月29日起，《华语新闻》从原有的4:3制式标清改为16:9制式高清播出。
从2020年1月1日起，《华语新闻》改版，晚间时段改为晚上7点至晚上7点30分在BES频道首播，随后于晚上8点至晚上8点30分在TV2重播。
2020年1月4日，《华语新闻》晚间时段重播（晚上8点）开始在Facebook专页提供网上直播。2020年1月8日，《华语新闻》午间时段开始在Facebook专页提供网上直播。2020年6月9日起，《华语新闻》晚间时段在Facebook专页的网上直播改为首播版本（晚上7点）。
2020年3月27日至6月19日，每逢星期五的《华语新闻》午间时段仅在TV2直播，BES同时段则让路予《午间新闻》。
2020年6月26日，适逢BES频道正式推介，《华语新闻》更换片头、转场动画设计和主题曲，以双峰塔、吉隆坡塔和RTM新闻中心为主题，每逢星期五的《华语新闻》午间时段也从同日起恢复在BES和TV2两个频道联播。
2020年12月14日至31日，《华语新闻》晚间时段使用实景演播室作为临时新闻直播室。
适逢RTM 75周年台庆，从2021年4月1日起，《华语新闻》晚间时段在TV2改为晚上7点至晚上7点30分与BES联播，不再与《八度空间华语新闻》同时段竞争。
2021年10月6日起，《华语新闻》每则新闻的标题区皆改为放置马来文字样，原因不明，副标题区则维持放置中文字样。
2023年10月25日起，因应马来西亚政府政策，包括《华语新闻》主播在内，所有RTM新闻主播都穿上声援巴勒斯坦的布条。
2024年7月1日，时事节目《前线视窗》在Facebook专页表示，基于人事变动，《前线视窗》的节目制作被暂停，直至另行通知，节目会以重播的形式准时在TV2播出，而在不上载重播节目的前提之下，其Facebook专页停更，直到节目制作重启为止。时事节目《你怎么说》也从2024年下旬起，不定期播出；2024年下旬只播出了3集，分别是7月7日、8月25日和10月20日。同年9月17日起，时事节目《前线视窗》停播，《华语新闻》午间时段也不再直播，同时段改为前一日《华语新闻》晚间时段的重播。
2025年2月17日起，《华语新闻》午间时段恢复为直播，因时事节目《前线视窗》仍停播，《华语新闻》午间时段时长从20分钟延长到30分钟。

## 特别情况

### 马航MH370客机失联
2014年3月24日，TV2于晚上10点30分插播晚上10分钟的华语即时新闻，由刘振业担任主播，张钟霖则从紧急发布会发回现场报道，这是《华语新闻》自启播以来首次插播即时新闻。

### 选举
2018年5月9日，适逢马来西亚第14届大选投票日，当天的《华语新闻》两个时段都使用双主播制，由刘振业和张钟霖担任主播。

### 2018年世界杯分组赛
6月15日，《华语新闻》晚间时段提前至傍晚6点50分至晚上7点播出。6月16日，《华语新闻》晚间时段提前至下午4点50分至下午5点播出。6月17日，《华语新闻》晚间时段提前至傍晚6点50分至傍晚6点58分播出。6月19日，《华语新闻》晚间时段提前至傍晚6点40分至傍晚6点58分播出。6月21日，《华语新闻》晚间时段提前至傍晚6点40分至晚上7点播出。6月23日，《华语新闻》晚间时段提前至傍晚6点30分至晚上7点播出。

### 2018年法国女足U-20世界杯小组赛
8月5日、6日、8日、9日、12日和13日，《华语新闻》晚间时段提前至傍晚6点40分至晚上7点播出。

### 2018年亚洲运动会
8月17日，《华语新闻》晚间时段提前至晚上7点30分至晚上7点45分播出。8月18日，《华语新闻》晚间时段提前至傍晚6点30分至傍晚6点59分播出。8月19日至9月1日，《华语新闻》晚间时段提前至下午5点40分至傍晚6点播出。9月2日，《华语新闻》晚间时段提前至傍晚6点30分至晚上7点播出。

### 2018年世界摩托车锦标赛
10月20日，《华语新闻》午间时段延后至中午12点20分至中午12点51分播出。11月17日，《华语新闻》晚间时段提前至晚上7点至晚上7点30分播出。11月18日，《华语新闻》晚间时段提前至下午5点20分至下午5点45分播出。

### 2018年東盟足球錦標賽
11月8日，《华语新闻》晚間時段提前至傍晚6點40分至晚上7点播出。11月16日，《华语新闻》晚间时段提前至晚上7点40分至晚上7点58分播出。

### 2019年马来西亚羽毛球公开赛
4月5日和6日，《华语新闻》晚间时段提前至晚上7点15分至晚上7点30分播出。4月6日和7日，《华语新闻》午间时段提前至早上11点30分至早上11点45分播出。

### 2020年夏季奥林匹克运动会
2021年7月23日，因让路予东奥会开幕式直播，《华语新闻》晚间时段在TV2的直播没有播出；BES的直播则不受影响，照常播出。
2021年8月8日，因让路予东奥会闭幕式直播，《华语新闻》晚间时段在TV2的直播没有播出；BES的直播则不受影响，照常播出。

### 其它特别情况
2020年2月4日，因插播首相马哈迪·莫哈末和巴基斯坦总理伊姆兰·汗的联合记者会，《华语新闻》午间时段在BES的直播于中午12点07分遭中断，TV2的直播则不受影响，继续照常播出。
2020年2月25日，因于早上11点55分插播《最新新闻》，《华语新闻》午间时段在BES于中午12点04分才开始直播，TV2则照常于中午12点正开始直播。
2020年3月11日，因插播首相慕尤丁的记者会，《华语新闻》午间时段在BES的直播于中午12点10分遭中断。
2020年3月19日，因插播高级部长兼国防部长依斯迈沙比里的记者会，《华语新闻》午间时段在BES于中午12点11分才开始直播，但于中午12点16分遭中断；TV2则不受影响，照常于中午12点正开始直播直至新闻结束。
2020年3月20日，因插播高级部长兼国防部长依斯迈沙比里的记者会，《华语新闻》午间时段在BES的直播没有播出；TV2的直播则不受影响，照常播出。同日，因播出最高元首端姑阿都拉对行动管制令的御词，《华语新闻》晚间时段重播于晚上8点03分33秒才开始播出。
2020年3月21日，因插播高级部长兼工程部长法迪拉尤索的记者会，《华语新闻》午间时段在BES的直播于中午12点15分遭中断，TV2的直播则不受影响，继续照常播出。
2020年3月28日，《华语新闻》午间时段在BES的直播没有播出，原因不明（BES于中午12点播出4分钟的《12点新闻》，但随后未播出任何节目，仅播出广告）；TV2的直播则不受影响，照常播出。
2020年6月5日，因重播首相慕尤丁的经济短期复苏计划演讲，该日《华语新闻》晚间时段在BES的直播没有播出，并改于晚上8点03分仅在TV2首播（因技术问题，TV2于晚上8点正播出的是《主要新闻》，随后于晚上8点03分才恢复播出《华语新闻》）。
2020年6月27日，因技术问题，《华语新闻》午间时段在BES和TV2于中午12点19分才开始直播，直至中午12点28分新闻结束。
2020年7月23日，因让路予《12点新闻》直播仕林州议席补选记者会，《华语新闻》午间时段在BES的直播没有播出；TV2的直播则不受影响，照常播出。
2020年7月27日，因严重技术问题，该日《华语新闻》晚间时段在BES的直播没有播出，并改于晚上8点仅在TV2首播。
2020年7月28日，因插播《12点新闻》报道前首相纳吉·阿都拉萨SRC国际公司弊案高等法庭判决的最新消息，《华语新闻》午间时段在BES的直播于中午12点05分暂时中断约2分钟，TV2的直播不受影响。
2020年7月30日，因技术问题，《华语新闻》午间时段在BES和TV2于中午12点07分才开始直播，直至中午12点19分新闻结束。
2020年11月6日，因2021年财政预算案特备直播节目超时，该日《华语新闻》晚间时段在BES的直播没有播出，改于晚上8点仅在TV2首播，并作为特备新闻节目，邀请经济分析师兼税务专家蔡兆源参与访谈和讨论。
2020年12月19日和20日，《华语新闻》午间时段播出仅20分钟就提早结束，原因不明，被扣除的10分钟用来播出时事节目《前线视窗》。
2020年12月26日，《华语新闻》午间时段播出仅25分钟就提早结束，原因不明，被扣除的5分钟用来播出资讯节目《Sfera》。
2021年4月3日，因技术问题，《华语新闻》午间时段播出仅20分钟就遭中断。
2021年4月27日，因技术问题，《华语新闻》午间时段在BES和TV2于中午12点15分才开始直播，直至中午12点19分新闻结束。
2021年6月5日，因资讯直播节目《Pesona XY》超时，《华语新闻》午间时段在BES和TV2于中午12点05分才开始直播，直至中午12点29分新闻结束。
2021年7月26日，因让路予下议院会议直播，《华语新闻》午间时段在BES的直播没有播出；TV2的直播则不受影响，照常播出。
2021年9月27日，因让路予首相依斯迈沙比里的第十二大马计划发表直播，《华语新闻》午间时段在BES的直播没有播出；TV2的直播则不受影响，照常播出。
2021年10月29日，适逢2022年财政预算案，当天的《华语新闻》晚间时段作为特备新闻节目，邀请政经学者胡逸山博士参与访谈和讨论，并因应2019年冠状病毒疾病的防疫措施，主播和嘉宾皆全程戴上口罩。
2021年12月19日，因让路予《12点新闻》报道水灾最新消息，《华语新闻》午间时段在BES的直播没有播出（BES于中午12点15分播出资讯节目《Sari Alam》）；TV2的直播则不受影响，照常播出。
2022年2月4日，因严重技术问题，该日《华语新闻》午间时段在BES和TV2的直播没有播出，改为播出资讯节目《Info Medika》。
2022年11月25日，因插播首相安华·依布拉欣的记者会，《华语新闻》午间时段在BES的直播于中午12点08分暂时中断约5分钟，TV2的直播不受影响。
2023年10月13日，适逢2024年财政预算案，当天的《华语新闻》晚间时段作为特备新闻节目，由黄文柔和官淑恬担任主播，并邀请政经学者胡逸山博士参与访谈和讨论。
2024年6月1日至6月2日，因技术问题，《华语新闻》午间时段播出仅10分钟就遭中断，为播出时事节目《前线视窗》和《华语新闻》午间时段在BES的直播于中午12点10分暂时中断约10分钟，TV2的直播不受影响。

## 争议

### 报导一马公司案背景惩罚
2015年10月27日，《华语新闻》晚间时段其中一则新闻使用了时任首相纳吉垂头丧气的图片，四周环绕着一组一马公司案人物的组图，包括富豪刘特佐，背景则是一张张的纸钞，后来有几天，《华语新闻》出现完全不播出新闻画面、没有中文标题和字幕、跑马灯消失等异常情况，疑似被高层惩罚，新闻也仅播出约20分钟便结束。
在完全不播出新闻画面的状况下，主播只能全程口播新闻内容。主播张钟霖对此在其脸书个人主页上表示：“主播的功力有多深，就要看他在被刁难时，是否还能刀枪不入地从容面对。”
政治人物要求高层对此事出面交代，古来区国会议员张念群也入禀国会紧急动议，要求国会辩论此事；时任通讯及多媒体部长莫哈末沙烈表示“没察觉”、“不知道”；时任首相署部长魏家祥则表示，莫哈末沙烈向他保证会恢复中文标题、字幕和播出新闻画面，并表示国营电视台并没有惩罚《华语新闻》，而是在进行技术调整。2015年11月1日午间时段起，《华语新闻》的情况恢复正常。

### 错误引用视频来源
2021年2月20日，《华语新闻》晚间时段错误引用一段视频为“雪兰莪州巴生庆祝天公诞的画面”，该视频实则是砂拉越古晋于年除夕（2月11日）拍摄的烟花秀。2月21日，拍摄该视频的摄影师报警，并表示：“我对TV2没事先查证视频来源，感到失望，而我的视频在播出前，也没人透过任何途径联系过我，我不清楚他们为了此视频联系了谁，或甚至联系上不正确的某人，但这是版权问题，很肯定的他们应比任何人都要再清楚不过。”2月22日，《华语新闻》晚间时段播出道歉声明，“向原作者和受到误导的民众致歉”。3月10日，视频原作者在Facebook表示，RTM华语新闻组在播出道歉声明前后均未与其联络。

### 报导以巴冲突用辞违背官方立场
2021年5月11日，《华语新闻》晚间时段其中一则与以巴冲突相关的新闻中将伊斯兰抵抗运动（哈马斯）称之为“激进组织”，并分别引述以色列总理内塔尼亚胡、巴勒斯坦总统阿巴斯和联合国秘书长古特雷斯对此事的相关表态。该报道引起部分网民强烈不满，要求禁播《华语新闻》。5月12日，《华语新闻》在午间时段和晚间时段皆播出道歉声明，并在中文的标题和副标题区放置马来文的道歉字样。5月13日，通讯及多媒体部长赛夫丁阿都拉发表文告，表示已下令展开调查，RTM管理层也向涉事职员发函要求解释。

### 因欠薪缩减制作规模
2024年7月，马来西亚广播电视发布公告称，因人手短缺暂停制作时事节目《前线视窗》，改为重播往期制作节目。之后在2024年8月爆出欠薪风波，被指拖欠700名兼职员工将近三个月的薪水。随后在2024年9月份停止播出《华语新闻》午间时段，改为重播前一日《华语新闻》晚间时段，直至2025年2月中旬。